# José Manuel Dámaso Rúiz y Rodríguez
José Manuel Dámaso Rúiz y Rodríguez (* 11. Dezember 1874 in Corralillo, Provinz Villa Clara, Kuba; † 3. Januar 1940) war ein kubanischer römisch-katholischer Geistlicher, der zwischen 1907 und 1925 Bischof Pinar del Río sowie von 1925 bis zu seinem Tode 1940 Erzbischof von San Cristóbal de la Habana war.

## Leben
José Manuel Dámaso Rúiz y Rodríguez empfing am 18. Dezember 1897 die Weihe zum Priester. Am 18. April 1907 wurde er zum Bischof Pinar del Río ernannt und empfing am 11. Juni 1907 durch den Apostolischen Delegaten in Havanna Giuseppe Aversa sowie den Co-Konsekratoren Pedro Ladislao González y Estrada, Bischof von San Cristóbal de la Habana, und Antonio Aurelio Torres y Sanz OCD, Bischof von Cienfuegos, die Ordination zum Bischof. Am 10. Juli 1907 übernahm er offiziell das Amt als Bischof von Pinar del Río, das seit dem Tode von Braulio Orúe Vivanco am 31. Oktober 1904 vakant war.
Am 30. März 1925 wurde José Manuel Dámaso Rúiz y Rodríguez zum ersten Erzbischof von San Cristóbal de la Habana ernannt. Er übernahm dieses Amt am 11. Juni 1925 von Pedro Ladislao González y Estrada, der am 2. Januar 1925 als letzter Bischof von San Cristóbal de la Habana zurückgetreten war. Er bekleidete dieses Amt bis zu seinem Tode am 3. Januar 1940, woraufhin Manuel Arteaga am 26. Dezember 1941 neuer Erzbischof wurde. Während seiner Amtszeit war er am 3. Juli 1938 Konsekrator bei der Weihe von Juan Alberto de la Merced Martín y Villaverde zum Bischof von Matanzas.